# Бегали
Бегали́ (каз. Бегалы) — село у складі Хобдинського району Актюбінської області Казахстану. Адміністративний центр сільського округу імені Івана Курманова.
Населення — 299 осіб (2021; 466 у 2009, 622 у 1999, 799 у 1989).